# Jupiterov cvijet
Jupiterov cvijet (lat. Silene flos-jovis), trajnica sa zapadnih Alpa, vrsta je pušine nekada uključivana danas nepriznatom rodu rumenika ili drijemina (Lychnis).

## Sinonimi
- Coronaria flos-jovis (L.) A.Braun
- Lychnis flos-jovis (L.) Desr.
- Lychnis incana St.-Lag.
- Lychnis umbellifera Lam.
- Silene jovis E.H.L.Krause

## Slike
- S. flos-jovis
- S. flos-jovis

## Vanjske poveznice
|  | Zajednički poslužitelj ima još gradiva o temi Silene flos-jovis |
|  | Wikivrste imaju podatke o taksonu Silene flos-jovis             |